# Porta (Familienname)
Porta oder à Porta ist ein italienischer und spanischer Familienname.

## Namensträger
- Alberto Porta (* 1946), spanisch-amerikanischer Maler, Multimedia- und Computerkünstler
- Andrea Rosius à Porta († 1838), Schweizer Geistlicher und Pädagoge
- Antonio Porta (Architekt) († 1702), Schweizer Baumeister, Architekt und Bauunternehmer
- Antonio Porta (Schriftsteller), Pseudonym von Leo Paolazzi (1935–1989), italienischer Schriftsteller
- Antonio Porta (Basketballspieler) (* 1983), argentinischer Basketballspieler
- Ardicino della Porta (auch der Jüngere; 1434–1493), italienischer Geistlicher, Bischof von Aleria
- Beatus a Porta (1530–1590), Schweizer Geistlicher, Bischof von Chur
- Bonastruc ça Porta, katalanischer Name von Nachmanides (1194–1270), katalanischer Arzt, Rabbiner, Philosoph und Dichter
- Carles Porta (* 1963), katalanischer Journalist, Schriftsteller und Filmproduzent
- Celeste Dalla Porta (* 1997), italienische Schauspielerin
- Conrad Porta (1541–1585), deutscher Theologe, Pädagoge und Dramatiker
- Costanzo Porta (1528/1529–1601), italienischer Kapellmeister und Komponist
- Donatella della Porta (* 1956), italienische Politikwissenschaftlerin
- Elvio Porta (Leichtathlet), argentinischer Leichtathlet
- Elvio Porta (Autor) (1945–2016), italienischer Theater- und Drehbuchautor und Regisseur
- Enrique Porta (* 1944), spanischer Fußballspieler
- Enzo Porta (1931–2020), italienischer Geiger, Musikwissenschaftler und -pädagoge
- Francesco della Porta (um 1600–1666), italienischer Komponist
- Gerolamo Della Porta (* um 1470; † nach 1527), italienischer Bildhauer und Ingenieur der Renaissance
- Giacomo della Porta (um 1532–1602), italienischer Architekt und Bildhauer
- Giacomo dalla Porta (1237–1252), Bischof von Mantua
- Giambattista della Porta (1535–1615), neapolitanischer Arzt, Universalgelehrter und Dramatiker
- Giovanni Battista della Porta, siehe Giambattista della Porta
- Giovanni Giacomo Della Porta (um 1485–1555), italienischer Bildhauer und Architekt
- Giovanni Porta (um 1675–1755), italienischer Komponist
- Girolamo della Porta (1746–1812), italienischer Kardinal
- Giuseppe Della Porta Rodiani (1773–1841), italienischer Kardinal der Römischen Kirche
- Guglielmo della Porta († 1577), italienischer Bildhauer, Architekt und Restaurator
- Horace-François-Bastien, comte Sébastiani de la Porta (1772–1851), französischer General, siehe Horace-François Sébastiani
- Hugo Porta (* 1951), argentinischer Rugbyspieler
- José Porta Missé (1927–2021), spanischer Maler
- Juan José Aníbal Mena Porta (1889–1977), paraguayischer Geistlicher
- Livio Dante Porta (1922–2003), argentinischer Eisenbahningenieur
- Celeste Dalla Porta (* 1997), italienische Schauspielerin
- Lorenzo Dalla Porta (* 1997), italienischer Motorradrennfahrer
- Max Oettli-Porta (1903–1985), Schweizer Botaniker und Geograph
- Modesto Della Porta (1885–1938), italienischer Schriftsteller
- Paolino Dalla Porta (* 1956), italienischer Jazzmusiker
- Petrus Domenicus Rosius à Porta (1734–1806), Schweizer Geistlicher und Kirchenhistoriker
- Pietro Porta (1832–1923), italienischer Geistlicher und Botaniker
- Rafael La Porta, argentinischer Wirtschaftswissenschaftler und Hochschullehrer
- Richard Porta (* 1983), australisch-uruguayischer Fußballspieler
- Roberto Porta (1913–1984), uruguayischer Fußballspieler und -trainer
- Stephan à Porta (1868–1947), Schweizer Rechtsanwalt, Wohnungsbauunternehmer, Stifter